# Протасенко Микола Прокопович
Микола Прокопович Протасенко (* 22 травня 1923, м. Макіївка, тепер Донецької області, Україна) — український актор театру, Народний артист України (1965).

## Біографія
У 1948 році Микола Протасенко закінчив студію при Артемівському музично-драматичному театрі, де працював у 1944—48 роки.
Починаючи від 1951 року — в складі трупи Донецького українського музично-драматичного театру.
Яскраві ролі М. П. Протасенка:
- Виборний («Наталка Полтавка» І. П. Котляревського);
- Микола Задорожний («Украдене щастя» І. Я. Франка);
- Єгор Буличов («Єгор Буличов та інші» М. Горького).